# Gudmont-Villiers
Gudmont-Villiers és un municipi francès situat al departament de l'Alt Marne i a la regió del Gran Est. L'any 2007 tenia 353 habitants.

## Demografia

### Població
El 2007 la població de fet de Gudmont-Villiers era de 353 persones. Hi havia 136 famílies de les quals 40 eren unipersonals (16 homes vivint sols i 24 dones vivint soles), 48 parelles sense fills, 40 parelles amb fills i 8 famílies monoparentals amb fills.
La població ha evolucionat segons el següent gràfic:
Habitants censats

### Habitatges
El 2007 hi havia 184 habitatges, 144 eren l'habitatge principal de la família, 14 eren segones residències i 26 estaven desocupats. 155 eren cases i 27 eren apartaments. Dels 144 habitatges principals, 109 estaven ocupats pels seus propietaris, 34 estaven llogats i ocupats pels llogaters i 1 estava cedit a títol gratuït; 5 tenien dues cambres, 16 en tenien tres, 43 en tenien quatre i 80 en tenien cinc o més. 110 habitatges disposaven pel capbaix d'una plaça de pàrquing. A 63 habitatges hi havia un automòbil i a 57 n'hi havia dos o més.

### Piràmide de població
La piràmide de població per edats i sexe el 2009 era:
| Homes | Edats   | Dones |
| ----- | ------- | ----- |
| 0     | 95 o +  | 0     |
| 0     | 90 a 94 | 0     |
| 0     | 85 a 89 | 0     |
| 8     | 80 a 84 | 4     |
| 4     | 75 a 79 | 4     |
| 8     | 70 a 74 | 16    |
| 4     | 65 a 69 | 16    |
| 12    | 60 a 64 | 16    |
| 0     | 55 a 59 | 4     |
| 24    | 50 a 54 | 12    |
| 4     | 45 a 49 | 8     |
| 20    | 40 a 44 | 20    |
| 8     | 35 a 39 | 8     |
| 4     | 30 a 34 | 12    |
| 16    | 25 a 29 | 8     |
| 4     | 20 a 24 | 0     |
| 16    | 15 a 19 | 12    |
| 16    | 10 a 14 | 8     |
| 12    | 5 a 9   | 20    |
| 16    | 0 a 4   | 4     |

## Economia
El 2007 la població en edat de treballar era de 223 persones, 161 eren actives i 62 eren inactives. De les 161 persones actives 152 estaven ocupades (85 homes i 67 dones) i 9 estaven aturades (3 homes i 6 dones). De les 62 persones inactives 19 estaven jubilades, 20 estaven estudiant i 23 estaven classificades com a «altres inactius».

### Ingressos
El 2009 a Gudmont-Villiers hi havia 140 unitats fiscals que integraven 329 persones, la mediana anual d'ingressos fiscals per persona era de 16.428 €.

### Activitats econòmiques
Dels 12 establiments que hi havia el 2007, 2 eren d'empreses extractives, 2 d'empreses de fabricació d'altres productes industrials, 1 d'una empresa de construcció, 1 d'una empresa de comerç i reparació d'automòbils, 2 d'empreses de transport, 1 d'una empresa d'hostatgeria i restauració, 1 d'una empresa financera, 1 d'una empresa de serveis i 1 d'una empresa classificada com a «altres activitats de serveis».
Dels 2 establiments de servei als particulars que hi havia el 2009, 1 era una empresa de construcció i 1 restaurant.
L'any 2000 a Gudmont-Villiers hi havia 8 explotacions agrícoles.

## Equipaments sanitaris i escolars
El 2009 hi havia una escola elemental.

## Poblacions més properes
El següent diagrama mostra les poblacions més properes.